# ظبية بنت البراء
ظبية بنت البراء بن معرور امرأة أبي قتادة الأنصاري، من صحابيات رسول الله. ىشهرتها أم بشر بنت البراء الأنصارية، كنيتها أم بشر، عاشت في المدينة، ورد ذكرها في حديث لرسول الله حين قال لها: « ليس عليكن جمعة ولا جهاد »، فقالت: علمني يا رسول الله تسبيح الجهاد، فقال: « قولي: سبحان الله ولا إله إلا الله والله أكبر ولله الحمد ».